# Thomasberg (Niederösterreich)
Thomasberg ist eine Gemeinde mit 1233 Einwohnern (Stand 1. Jänner 2025) im Bezirk Neunkirchen in Niederösterreich.

## Geografie
Thomasberg liegt im Industrieviertel in Niederösterreich. Das Gemeindegebiet umfasst zwei Gebiete östlich der Pitten: Im Norden den Anstieg östlich von Grimmenstein zur Kaltenberger Höhe (862 m) und im Süden das Einzugsgebiet des Edlitzbaches bis zum Kühriegel (896 m) und darüber hinaus.
Die Fläche der Gemeinde umfasst 28,99 Quadratkilometer. Davon sind 50 Prozent bewaldet, 42 Prozent werden landwirtschaftlich genutzt.

### Gemeindegliederung
| Katastralgemeinden                           | Ortschaften in der Gemeinde |
| -------------------------------------------- | --- |
| Sauerbüchl (5,11 km²) Thomasberg (23,87 km²) | Königsberg (ZH) Kletten (R) Lehensiedlung (R) Olbersdorf (D) Unterbuchen (R) Kulma (D) · Sauerbichl (ZH) Thomasberg (D) Boden (ZH) Höll (R) Karl (R) Maierhöfen (R) Ponholz (ZH) Schauerberg (R) Schaueregg (R) Sonnleiten (ZH) Thann (R) Tiefenbach (R) Wiesfleck (D) |
| Legende                                      | |

| In der Spalte Katastralgemeinden sind sämtliche Katastralgemeinden einer Gemeinde angeführt. In der Klammer ist die jeweilige Fläche in km² angegeben. |
| In der Spalte Ortschaften sind sämtliche von der Statistik Austria erfassten Siedlungen, die auch eine eigene Ortschaftskennziffer aufweisen, angeführt. In der Hierarchieebene derselben Spalte, rechts eingerückt, werden nur Ansiedlungen, die mindestens aus mehreren Häusern bestehen, dargestellt. Die wichtigsten der verwendeten Abkürzungen sind: - M = Hauptort der Gemeinde - Stt = Stadtteil - R = Rotte - W = Weiler - D = Dorf - ZH = Zerstreute Häuser - Sdlg = Siedlung - Hgr = Häusergruppe - E = Einzelgehöft (nur wenn sie eine eigene Ortschaftskennziffer haben) Die komplette Liste der Statistik Austria ist in: Topographische Siedlungskennzeichnung nach STAT Zu beachten ist, dass manche Orte unterschiedliche Schreibweisen haben können. So können sich Katastralgemeinden anders schreiben als gleichnamige Ortschaften bzw. Gemeinden. Quelle: Statistik Austria – |

Das Gemeindegebiet umfasst folgende vier Ortschaften (in Klammern Einwohnerzahl Stand 1. Jänner 2025):
- Königsberg (600)
- Kulma (48)
- Sauerbichl (197)
- Thomasberg (388)

Die Gemeinde besteht aus den Katastralgemeinden Sauerbüchl und Thomasberg.

### Nachbargemeinden
| Grimmenstein                              | Warth                                       | Scheiblingkirchen-Thernberg               |
| Feistritz am Wechsel Aspangberg-St. Peter | Kompassrose, die auf Nachbargemeinden zeigt | Lichtenegg (Niederösterreich) (WB) Edlitz |
| Zöbern                                    | Krumbach (WB)                               | Lichtenegg (Niederösterreich) (WB)        |

## Geschichte
Im Altertum war das Gebiet Teil der Provinz Noricum.
Die erste urkundliche Erwähnung stammt aus dem Jahr 1192, als Otto de Domesperge (Thomasberg) als Zeuge des Babenbergers Leopold VI auftritt. Der Wehrbau wurde bald nach seinem Tod aufgegeben. Der Bau der heutigen Anlage erfolgte in der Mitte des 13. Jahrhunderts. Ab der Mitte des 17. Jahrhunderts wurde die Burg kaum mehr bewohnt und begann zu verfallen.

### Bevölkerungsentwicklung
| Thomasberg: Einwohnerzahlen von 1869 bis 2025       | Thomasberg: Einwohnerzahlen von 1869 bis 2025 | Thomasberg: Einwohnerzahlen von 1869 bis 2025 | Thomasberg: Einwohnerzahlen von 1869 bis 2025 | Thomasberg: Einwohnerzahlen von 1869 bis 2025 |
| --------------------------------------------------- | --------------------------------------------- | --------------------------------------------- | --------------------------------------------- | --------------------------------------------- |
| Jahr                                                |                                               |                                               |                                               | Einwohner                                     |
| 1869                                                | 1869                                          |                                               | 1.331                                         | 1.331                                         |
| 1880                                                | 1880                                          |                                               | 1.472                                         | 1.472                                         |
| 1890                                                | 1890                                          |                                               | 1.385                                         | 1.385                                         |
| 1900                                                | 1900                                          |                                               | 1.354                                         | 1.354                                         |
| 1910                                                | 1910                                          |                                               | 1.420                                         | 1.420                                         |
| 1923                                                | 1923                                          |                                               | 1.389                                         | 1.389                                         |
| 1934                                                | 1934                                          |                                               | 1.392                                         | 1.392                                         |
| 1939                                                | 1939                                          |                                               | 1.316                                         | 1.316                                         |
| 1951                                                | 1951                                          |                                               | 1.252                                         | 1.252                                         |
| 1961                                                | 1961                                          |                                               | 1.310                                         | 1.310                                         |
| 1971                                                | 1971                                          |                                               | 1.319                                         | 1.319                                         |
| 1981                                                | 1981                                          |                                               | 1.359                                         | 1.359                                         |
| 1991                                                | 1991                                          |                                               | 1.264                                         | 1.264                                         |
| 2001                                                | 2001                                          |                                               | 1.241                                         | 1.241                                         |
| 2011                                                | 2011                                          |                                               | 1.205                                         | 1.205                                         |
| 2021                                                | 2021                                          |                                               | 1.253                                         | 1.253                                         |
| 2025                                                | 2025                                          |                                               | 1.233                                         | 1.233                                         |
| Quelle(n): Statistik Austria, Gebietsstand 1.1.2021 |                                               |                                               |                                               |                                               |

### Religion
Nach den Daten der Volkszählung 2001 sind 96,3 % der Einwohner römisch-katholisch und 1,4 % evangelisch. 0,6 % sind Muslime, 0,1 % gehören orthodoxen Kirchen an. 1,5 % der Bevölkerung haben kein religiöses Bekenntnis.

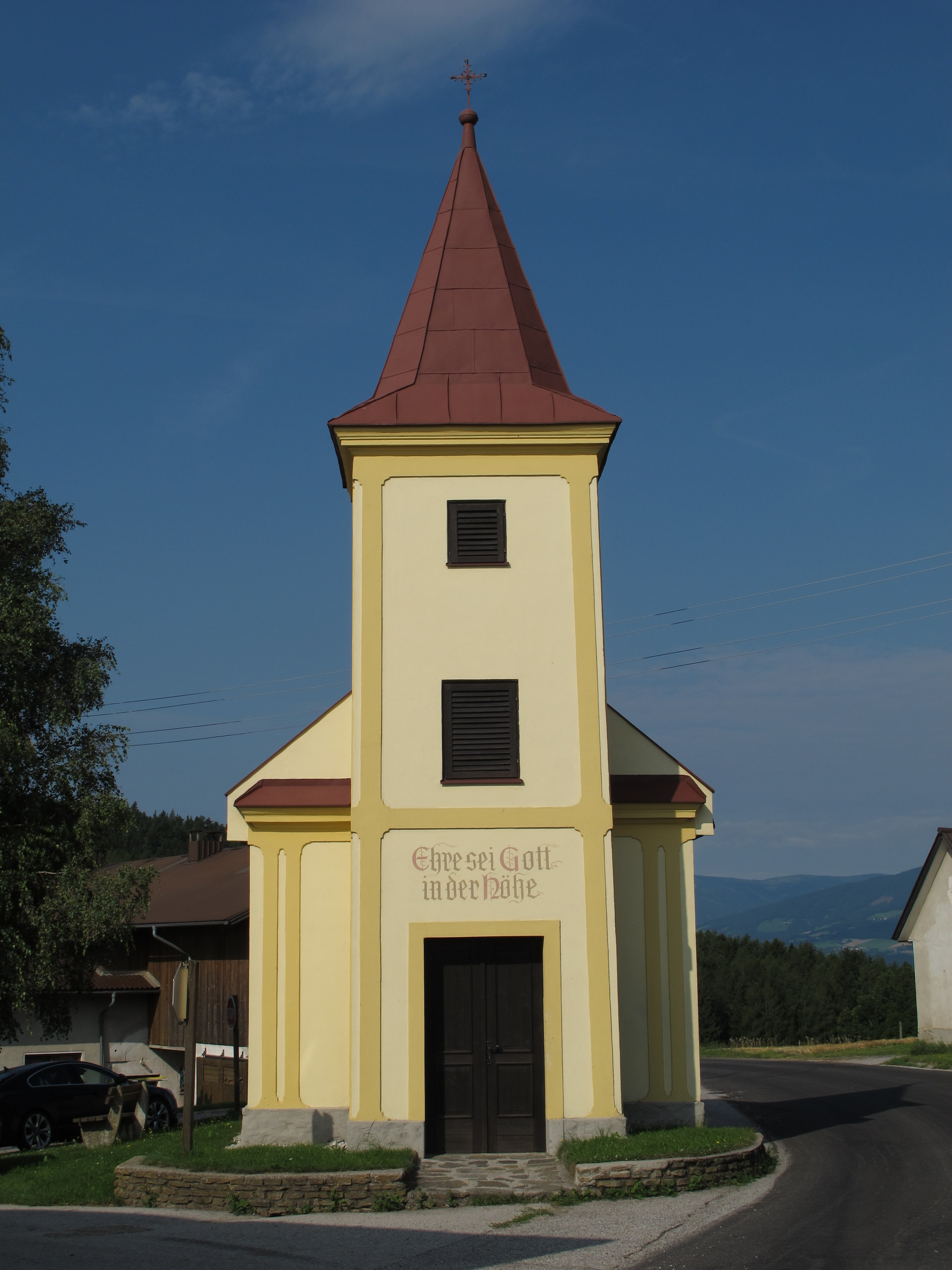
Kapelle Wiesfleck

## Kultur und Sehenswürdigkeiten
- Kapelle Wiesfleck

## Wirtschaft und Infrastruktur

### Wirtschaftssektoren
Von den 86 landwirtschaftlichen Betrieben des Jahres 2010 wurden 48 im Haupt-, 34 im Nebenerwerb und 4 von Personengemeinschaften geführt. Im Produktionssektor arbeiteten 438 Erwerbstätige im Bereich Herstellung von Waren, 24 in der Bauwirtschaft und 1 in der Wasserver- und Abfallentsorgung. Die wichtigsten Arbeitgeber des Dienstleistungssektors waren die Bereiche Handel (85), Verkehr (59) und freiberufliche Dienstleistungen (29 Mitarbeiter).
| Wirtschaftssektor            | Anzahl Betriebe | Anzahl Betriebe | Erwerbstätige | Erwerbstätige |
| Wirtschaftssektor            | 2011            | 2001            | 2011          | 2001          |
| ---------------------------- | --------------- | --------------- | ------------- | ------------- |
| Land- und Forstwirtschaft 1) | 86              | 103             | 85            | 75            |
| Produktion                   | 17              | 12              | 438           | 315           |
| Dienstleistung               | 37              | 23              | 189           | 146           |

1) Betriebe mit Fläche in den Jahren 2010 und 1999

### Unternehmen
- Amazonas Aquarium
- Autohandel Wolfgang Bauer
- Autohaus Heßler G.m.b.H.
- Elektrotechnik Schwarz G.m.b.H.
- Tischlerei Haberl
- Tischlermeister Johann Haller
- Heizungs- und Lüftungstechnik Manfred Jansohn
- F/List G.m.b.H.
- Michael Schmidtradner Haus & Garten

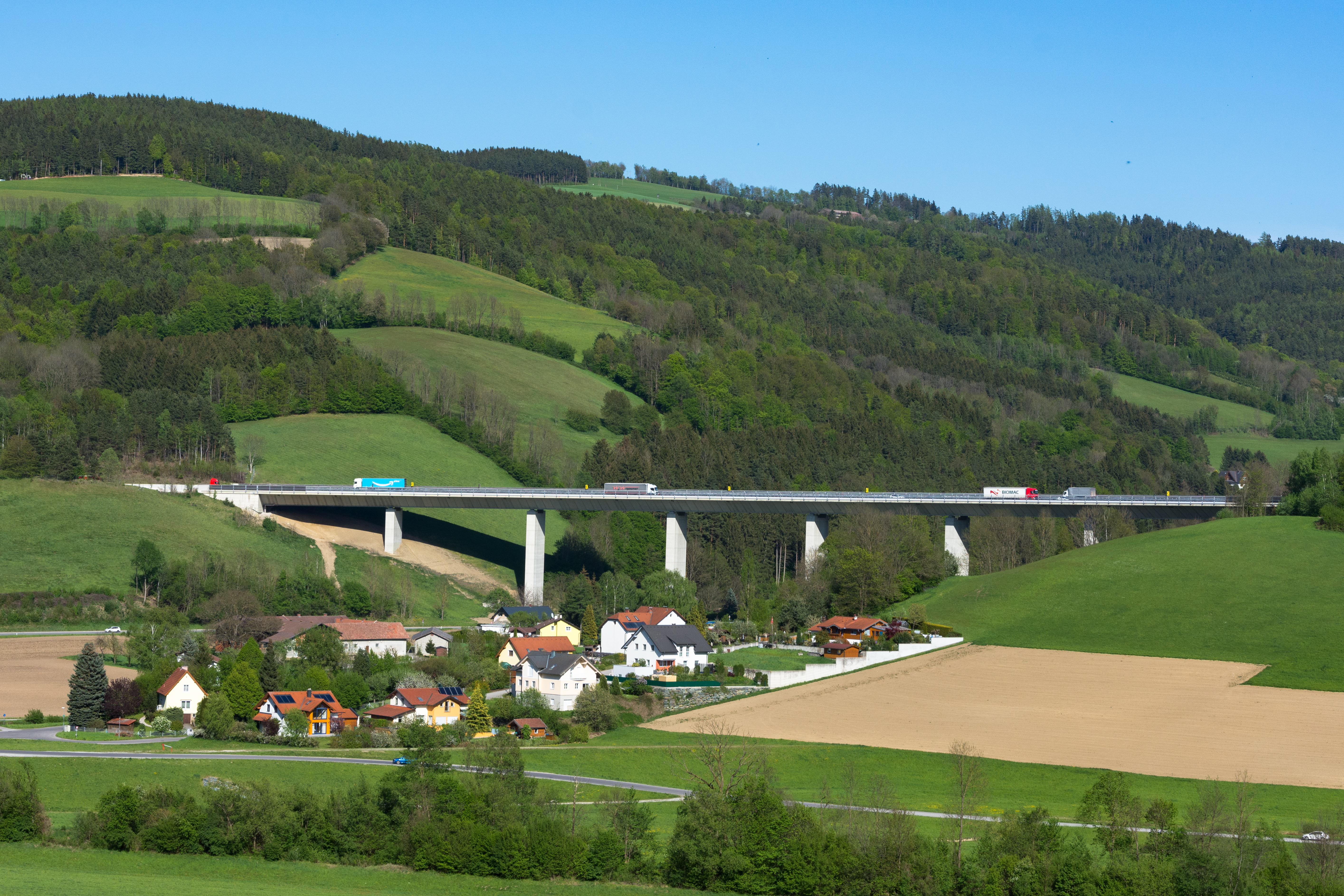
Süd Autobahn bei Edlitz

- Paul Hartmann G.m.b.H.
- Josef Pürrer G.m.b.H.
- Pürrer Trans G.m.b.H.
- Raiffeisen Lagerhaus G.m.b.H.
- Peter Rössler Haustechnik
- Sinabel KEG
- Franz Übersberger Klimatechnik

### Verkehr
Die wichtigste Straßenverbindung ist die Süd Autobahn A2, die entlang der Westgrenze der Gemeinde verläuft.

### Öffentliche Einrichtungen
In Thomasberg befindet sich ein Kindergarten.

## Politik

### Gemeinderat
Der Gemeinderat hat 19 Mitglieder.
| - Mit den Gemeinderatswahlen in Niederösterreich 1990 hatte der Gemeinderat folgende Verteilung: 15 ÖVP, und 4 SPÖ. - Mit den Gemeinderatswahlen in Niederösterreich 1995 hatte der Gemeinderat folgende Verteilung: 14 ÖVP, 3 SPÖ, und 2 FPÖ. - Mit den Gemeinderatswahlen in Niederösterreich 2000 hatte der Gemeinderat folgende Verteilung: 14 ÖVP, 3 SPÖ, und 2 FPÖ. - Mit den Gemeinderatswahlen in Niederösterreich 2005 hatte der Gemeinderat folgende Verteilung: 15 ÖVP, 3 SPÖ, und 1 Bürgerliste Thomasberg. - Mit den Gemeinderatswahlen in Niederösterreich 2010 hatte der Gemeinderat folgende Verteilung: 14 ÖVP, 4 SPÖ, und 1 Bürgerliste Thomasberg. - Mit den Gemeinderatswahlen in Niederösterreich 2015 hatte der Gemeinderat folgende Verteilung: 14 ÖVP, und 5 SPÖ. - Mit den Gemeinderatswahlen in Niederösterreich 2020 hatte der Gemeinderat folgende Verteilung: 15 ÖVP und 4 SPÖ. - Mit den Gemeinderatswahlen in Niederösterreich 2025 hat der Gemeinderat folgende Verteilung: 14 ÖVP, 3 SPÖ und 2 FPÖ. | Die zur Anzeige dieser Grafik verwendete Erweiterung wurde dauerhaft deaktiviert. Wir arbeiten aktuell daran, diese und weitere betroffene Grafiken auf ein neues Format umzustellen. (Mehr dazu) |

### Bürgermeister
| von       | bis       | Bürgermeister             |
| --------- | --------- | ------------------------- |
| 1850      | 1867      | August Zachs              |
| 1867      | 1888      | Stefan Spitzer            |
| 1888      | 1925      | Augustin Strobl           |
| 1925      | 1936      | Franz Riegler             |
| 1936      | 1938      | Josef Dienbauer           |
| 1938      | 1940      | Ferdinand Höller          |
| 1940      | 1945      | Franz Chaloupka           |
| 1945      | 1972      | Josef Dienbauer           |
| 1993      | 2025      | Engelbert Ringhofer (ÖVP) |
| seit 2025 | seit 2025 | Karoline Ofenböck (ÖVP)   |

Mit Karoline Ofenböck wurde am 27. Februar 2025 vom Gemeinderat erstmals in der Geschichte der Gemeinde eine Frau als Bürgermeisterin gewählt.

### Wappen
Der Gemeinde Thomasberg wurde mit Beschluss der NÖ-Landesregierung vom 25. Februar 1986 ein Gemeindewappen verliehen.
Blasonierung: „In einem grünen Schild eine gequaderte, zinnenbekrönte, von zwei Rundtürmen flankierte silberne Burgmauer, versehen mit Pechnasen und schwarzen Fenstern, vorgelegt eine silberne Toranlage mit rotem Tor und roter Brücke.“
Gleichzeitig wurden die vom Gemeinderat der Gemeinde Thomasberg festgesetzten Gemeindefarben „Grün-Rot-Weiß“ genehmigt.

## Persönlichkeiten

### Ehrenbürger der Gemeinde
- 2022: Engelbert Ringhofer (* 1952), Bürgermeister von Thomasberg ab 1993[18]

### Söhne und Töchter der Gemeinde
- Josef Dienbauer (1898–1986), Landwirt und Politiker (ÖVP)
- Franz Rennhofer (* 1960), Gemeindebediensteter und Politiker (ÖVP)

### Mit der Gemeinde verbundene Persönlichkeiten
- Andreas Waldherr (1968–2011), Rallyefahrer